# Eero Koivistoinen
Eero Koivistoinen (Helsinki, 13 januari 1946) is een Finse jazzsaxofonist, componist, arrangeur en orkestleider van de modernjazz.

## Biografie
Koivistoinen groeide op in Kotka en speelde aanvankelijk als kind viool. Op 16-jarige leeftijd wisselde hij naar de saxofoon en richtte hij zich op jazz. Hij begon zijn muziekcarrière in het Finse jazzcircuit halverwege de jaren 1960 en speelde in de jazzclubs van Helsinki. Gedurende deze tijd studeerde hij schilderkunst aan de kunstacademie, daarna muziek aan de Sibelius Academie, saxofoon met Eero Linnala en compositie bij Aulis Sallinen.
De composities van Koivistoinen werden bekend in een trio met Edward Vesala en Pekka Sarmanto, met wie hij de ep Jappa opnam, die in 1967 werd uitgebracht. Het trio was een van de eerste avant-garde- en freejazz-bands in Finland. In 1967 ontving Koivistoinen een prijs van de nieuw opgerichte Finse Jazz Federation en werd hij muzikant van het jaar.
In 1967 werden opnames gemaakt met de band Blues Section, die een bluesrock speelde die beïnvloed was door Jimi Hendrix. In 1968 werd het psychedelische album Valtakunta uitgebracht. In 1969 speelde hij met zijn eigen formatie tijdens het Montreux Jazz Festival, vervolgens tijdens het Newport Jazz Festival. RCA Records bracht de albums Wahoo en Third Version uit, die maandelijks achter elkaar werden opgenomen.
Begin jaren 1970 werkte Koivistoinen in toenemende mate als componist en studeerde hij compositie aan het Berklee College of Music in Boston bij Herb Pomeroy en Joe Viola. Sindsdien geeft hij ook les aan de Sibelius Academie en werkt hij ook met zijn kwartet en neemt hij verschillende albums op. Tijdens de jaren 1970 werkte hij in een kwartet met Olli Ahvenlahti, Reino Laine en Pekka Pohjola, soms met Jukka Tolonen in het kwintet, met wie hij ook op festivals in Europa speelde. In 1981 won Koivistoinen de prijs voor een arrangement van de European Broadcasting Union voor zijn orkestwerk Ultima Thule. Sinds de oprichting in 1975 maakt hij deel uit van het UMO Jazz Orchestra. In 1983 bracht hij zijn album Picture In Three Colors uit, waarmee hij ook internationaal bekend werd. Hij speelde met Jack DeJohnette, John Scofield, Tom Harrell, Jim McNeely en Ron McClure. In 1992 werkte hij opnieuw met DeJohnette, Scofield en McClure, en ook met Randy Brecker, Conrad Herwig en David Kikoski om het album Altered Things op te nemen.
Tijdens de jaren 1990 richtte hij zich meer op het componeren en leidden van grotere ensembles. Koivistoinen was destijds artistiek leider van UMO en produceerde het UMO-album Umo Jazz Orchestra voor het label Naxos Jazz (in 2013 werd het album Ville la Valle uitgebracht met deze formatie). Hij leidde ook het ensemble Electrifying Miles met Tim Hagans als gastsolist.
Tijdens de jaren 2000 raakte hij ook steeds meer betrokken bij Afrikaanse muziek. Hij nam het album Eero Koivistoinen and Senegalese Drums op en trad met Afrikaanse muzikanten op tijdens verschillende jazzfestivals in Finland en tijdens het Stockholm Jazz Festival in 2003. Zijn album Utu (2001) bevatte arrangementen van Finse volksliederen voor jazzkwartet. Suomalainen (2003) is gemaakt in samenwerking met de zangeres Johanna Iivanainen met een repertoire van oude en nieuwe Finse liedjes.

## Discografie
- 1967: Valtakunta
- 1969: Odysseus
- 1971: The Original Sin (Scandia Rec.)
- 1972: Wahoo! (Warner)
- 1973: 3rd Version (Porter)
- 1975: The Front Is Breaking (Love Records)
- 1977: Labyrinth (Love Records)
- 1983: Picture in Three Colours (Core Records/Line)
- 1994: Sometime Ago (A Records)
- 1995: Dialog
- 1999: Zone: First Definition
- 2001: Utu
- 2003: Suomalainen
- 2015: Hati hati (Eero Koivistoinen Quartet)
- 2016: Valtakunta
- 2016: Odysseus

- Bibliothèque nationale de France: cb16915426r (data)
- Gemeinsame Normdatei: 134613759
- International Standard Name Identifier: 0000 0000 5551 8684
- Library of Congress Control Number: nr96039644
- MusicBrainz: e6a4d776-739c-4659-bbde-68f7b8b611eb
- Nationale Bibliotheek van Israël: 987007337389805171
- SNAC: w6tk2ff3
- Système universitaire de documentation: 19645297X
- Virtual International Authority File: 36820020
- WorldCat: E39PBJvxwrMQTJrvyVfjBtFHYP